# Zelfislamisering
Zelfislamisering is een term die in 2006 in een Constandse-lezing in Nederland geïntroduceerd werd door de arabist en islamcriticus Hans Jansen.
In 1997 had de Franse politicologe Jocelyne Cesari het begrip islamisation de soi-même of self-Islamisation gebruikt in een reactie op het werk van Samuel Huntington. De laatste had gesteld dat de islamitische beschaving geen proces van modernisering had doorgemaakt. Volgens Cesari was dit echter onmogelijk: de islamitische samenlevingen zouden zich volgens haar niet hebben kunnen onttrekken aan de invloeden van het westerse kolonialisme en kapitalisme. Het huidige islamisme zou hierop een reactie zijn, een poging van de moslim zijn wezenskern, zijn zelf, te reïslamiseren (ré-islamisation) om zo weer als een autonoom subject een islamitische identiteit te verwerven.
Jansen gaf een andere invulling aan het begrip, het niet toepassend op moslims maar op de reactie van niet-moslims op een contact met de islam. Met "zelfislamisering" duidde Jansen geen bekering aan maar het geval dat niet-moslims zich aanpassen aan islamitische regels of gebruiken zonder dat dit van hen wordt gevraagd of dit hen wordt opgelegd. Het begrip verwijst naar het concept van islamisering, opgevat als een toenemende invloed van de islam op een samenleving.
De lezing werd gehouden aan de Universiteit Utrecht en had de titel "Zelfislamisering versus Verlichtingsfundamentalisme". Jansen begon de lezing met een uiteenzetting van hoe Ibn Ishaq beschrijft dat Mekka zonder strijd viel in de tijd van Mohammed doordat haar bestuurders tot de islam overgingen. Volgens Jansen toonden mensen die niet kritisch staan tegenover de islam of juist kritiek hebben op islamcritici "zelfislamisering". Westerse overheden die menen de islam te kunnen assimileren, als waren ze de Borg, zouden gevaar lopen zelf geassimileerd te worden. Jansen noemde in de lezing Karen Armstrong de "diva van de zwevende hemel, moeder-overste van de zelfislamiseerders" omdat ze geschreven had dat Mohammed Mekka wist in te nemen zonder een druppel bloed te vergieten, terwijl er daarna nog een twintigtal politieke tegenstanders van Mohammed werd geëxecuteerd. Hij stelde dat linkse politici eerder neigen tot zelfislamisering dan rechtse.
In een opinie-artikel in Elsevier met als titel "Meebuigen met de moslims: hoe de islam Nederland verandert" verwees islamcriticus Syp Wynia in april 2017 in een paragraaf opnieuw naar een concept zelfislamisering, waarbij hij een lijst gaf van gevallen waarin overheden, instellingen, bedrijven, scholen en kerken volgens hem meegaand gedrag zouden hebben getoond jegens moslims en de islam, te beginnen met de komst van zeventig gezinnen van islamitische Molukse militairen in 1951.